# Romanian Music Awards 2011
Romanian Music Awards constituie un eveniment muzical ce are loc anual în România, începând cu anul 2002. Ediția din 2011 a acestora a avut loc loc pe 16 septembrie în Brașov, evenimentul fiind organizat de Music Channel și Radio 21. Prezentatorii au fost Puya și Cosmina Păsărin.

## Premii principale
| Artista        | Nominalizată cu lucrarea: | Rezultatul   |
| -------------- | ------------------------- | ------------ |
| Alexandra Stan | „Mr. Saxobeat”            | Nominalizată |
| Andra          | „Something New ”          | Nominalizată |
| Andreea Bănică | „Love in Brasil”          | Nominalizată |
| Corina         | „No Sleepin'” cu JJ       | Nominalizată |
| Inna           | „Sun Is Up”               | Câștigătoare |

| Artistul   | Nominalizat cu lucrarea: | Rezultatul  |
| ---------- | ------------------------ | ----------- |
| Alex Velea | „One Shot”               | Nominalizat |
| Connect-R  | „Ring The Alarm”         | Nominalizat |
| CRBL       | „Românu n-are noroc”     | Nominalizat |
| Guess Who  | „Manifest”               | Nominalizat |
| Smiley     | „Love is for free”       | Câștigător  |

| Grupul               | Nominalizat cu lucrarea: | Rezultatul  |
| -------------------- | ------------------------ | ----------- |
| Akcent               | „My Passion”             | Nominalizat |
| Deepcentral          | „Music Makes Me Free”    | Nominalizat |
| DJ Project cu Giulia | „Mi-e dor de noi”        | Câștigător  |
| Fly Project          | „Goodbye”                | Nominalizat |
| Play & Win           | „Ya BB”                  | Nominalizat |

| Artistul      | Nominalizat cu lucrarea: | Rezultatul  |
| ------------- | ------------------------ | ----------- |
| DJ Andi       | „Happiness”              | Câștigător  |
| DJ Sava       | „I Like The Trumpet”     | Nominalizat |
| Liviu Hodor   | „Dream With You”         | Nominalizat |
| Nick Kamarera | „Kalya” cu Mike Diamondz | Nominalizat |
| Sasha Lopez   | „All My People”          | Nominalizat |

| Grup sau artist(ă)  | Nominalizat(ă) cu lucrarea: | Rezultatul   |
| ------------------- | --------------------------- | ------------ |
| Akcent              | „My Passion”                | Nominalizat  |
| Alexandra Stan      | „Mr. Saxobeat”              | Câștigătoare |
| Andreea Bănică      | „Love in Brasil”            | Nominalizat  |
| ROA                 | „Ne place”                  | Nominalizat  |
| Smiley cu Pacha Man | „Love is for free”          | Nominalizat  |

| Grupul sau artistul | Nominalizat cu lucrarea: | Rezultatul  |
| ------------------- | ------------------------ | ----------- |
| Iris                | 12 Porți                 | Nominalizat |
| Play & Win          | Change The World         | Nominalizat |
| Puya                | Românisme II             | Câștigător  |
| ROA                 | Artificial               | Nominalizat |
| Smiley              | Plec pe Marte            | Nominalizat |

| Grup sau artist(ă) | Nominalizat(ă) cu lucrarea: | Rezultatul  |
| ------------------ | --------------------------- | ----------- |
| Alexandra Stan     | „Mr. Saxobeat”              | Nominalizat |
| Inna               | „Sun Is Up”                 | Nominalizat |
| Play & Win         | „Ya BB”                     | Câștigător  |
| Sasha Lopez        | „All My People”             | Nominalizat |
| Sunrise Inc.       | „Lickshot”                  | Nominalizat |

| Grup sau artist(ă)           | Nominalizat(ă) cu lucrarea: | Rezultatul   |
| ---------------------------- | --------------------------- | ------------ |
| Crush și Alexandra Ungureanu | „I Need You More”           | Nominalizați |
| Direcția 5                   | „Ai un loc”                 | Nominalizat  |
| Smiley                       | „Dream Girl”                | Câștigător   |
| Voxis                        | „Tell Me Everything”        | Nominalizat  |
| Xonia                        | „My Beautiful One”          | Nominalizat  |

| Artistul           | Nominalizat cu lucrarea:    | Rezultatul  |
| ------------------ | --------------------------- | ----------- |
| Grasu XXL          | „Azi Nu”                    | Nominalizat |
| Guess Who          | „Manifest”                  | Câștigător  |
| Mark One cu Cheloo | „We don't care”             | Nominalizat |
| Puya               | „Americandrim” cu Connect-R | Nominalizat |
| Spike              | „Realitate”                 | Nominalizat |

| Grupul sau artistul | Nominalizat cu lucrarea: | Rezultatul  |
| ------------------- | ------------------------ | ----------- |
| Keo                 | „Liber”                  | Nominalizat |
| Publika             | „Căzut din nori”         | Nominalizat |
| Voltaj              | „Mi-e dor de”            | Nominalizat |
| Vunk                | „Vreau o țară ca afară”  | Câștigător  |
| Zero                | „So Far Away”            | Nominalizat |

| Artistul (a)          | Nominalizat(ă) cu lucrarea: | Rezultatul   |
| --------------------- | --------------------------- | ------------ |
| Andreea Bănică        | „Sexy”                      | Câștigătoare |
| Corina cu JJ          | „No Sleepin'”               | Nominalizat  |
| Inna                  | „Club Rocker”               | Nominalizat  |
| LuKone cu Marius Moga | „Allemasse”                 | Nominalizat  |
| Smiley                | „Dream Girl”                | Nominalizat  |

| Grup sau artist(ă)  | Nominalizat(ă) cu lucrarea: | Rezultatul  |
| ------------------- | --------------------------- | ----------- |
| Amna                | „Tell Me Why”               | Nominalizat |
| DJ Robert Georgescu | „Beside You”                | Nominalizat |
| Ellie White         | „Nu te mai caut”            | Nominalizat |
| ROA                 | „Ne place”                  | Câștigător  |
| Sunrise Inc.        | „Lickshot”                  | Nominalizat |

| Grup sau artist(ă) | Rezultatul  |
| ------------------ | ----------- |
| Direcția 5         | Nominalizat |
| Iris               | Nominalizat |
| Loredana Groza     | Nominalizat |
| Smiley             | Nominalizat |
| Voltaj             | Câștigător  |

| Site web                                                                                      | Rezultatul  |
| --------------------------------------------------------------------------------------------- | ----------- |
| http://www.akcentonline.com/ (Akcent)                                                         | Nominalizat |
| http://www.andreeabanica.com/ Arhivat în 1 aprilie 2019, la Wayback Machine. (Andreea Bănică) | Nominalizat |
| http://www.inna.ro/ Arhivat în 6 octombrie 2021, la Wayback Machine. (Inna)                   | Câștigător  |
| http://www.radiokiller.ro/ (Radio Killer)                                                     | Nominalizat |
| http://www.smileyonline.ro/ Arhivat în 10 februarie 2014, la Wayback Machine. (Smiley)        | Nominalizat |

## Premii speciale
| Premiu                                    | Câștigător / Câștigătoare   |
| ----------------------------------------- | --------------------------- |
| Best Producers                            | Play & Win                  |
| OK Award                                  | Inna                        |
| Cea Mai Difuzată Piesă (Media Forest)     | Smiley („Love is for free”) |
| Border Breaker                            | Alexandra Stan              |
| Radio 21 Award                            | Smiley                      |
| Best Show                                 | Andreea Bănică              |
| Fashion Icon                              | Corina                      |
| Best Performance                          | Mandinga                    |
| Premiul FHM Pentru Cel Mai Sexy Videoclip | Andreea Bălan („Sexy”)      |